# Kósa Endre
Kósa Endre (Csíkszereda, 1975. február 18. – Csíkszereda, 2015. november 9.) erdélyi magyar jégkorongozó, aki egész pályafutását védőként a Csíkszeredai Sport Clubban töltötte.
Kósa Endre kilencszer volt romániai bajnok a csíkszeredai csapattal. Tagja volt annak a csapatnak is, amely 2011-ben (HSC Csíkszereda néven) megnyerte a MOL Ligát. Sokszoros román válogatott.
Emlékére 2016-ban a csíkszeredai Vákár Lajos jégcsarnokban U8-as és U10-es korosztályos tornát rendeztek.